# Dylan Walsh
Charles M. Walsh (Los Ángeles, 17 de noviembre de 1963), conocido como Dylan Walsh, es un actor estadounidense, conocido como el Dr. Sean McNamara en la serie Nip/Tuck.

## Biografía
Charles M. Walsh nació el 17 de noviembre de 1963 en Los Ángeles, California. Sus padres trabajaron en el Servicio Exterior de los Estados Unidos, y Walsh vivió en África Oriental, India e Indonesia hasta antes de los diez años. Su familia regresó a los Estados Unidos y se instalaron en Virginia, donde Walsh empezó a actuar en la secundaria. Se graduó de la Universidad de Virginia en 1986 con un título en inglés. Después de graduarse, Walsh se mudó a la ciudad de Nueva York para actuar como profesional.

## Carrera
La primera interpretación de Walsh fue en una película para la televisión llamada Soldier Boys con James Earl Jones. Después tuvo un papel en la película Loverboy y un papel regular en la serie televisiva Kate & Allie. En 1989, empezó a usar el nombre 'Dylan Walsh' profesionalmente. Continuó trabajando en películas como Betsy's Wedding, Congo, y haciendo del hijo del personaje interpretado por Paul Newman, en Nobody's fool, así como haciendo apariciones en televisión en series como Brooklyn South, The Twilight Zone y Everwood.
En 2003, Walsh interpretó el papel de Sean McNamara en la serie televisiva Nip/Tuck, tras ser abordado por el creador de series Ryan Murphy en una cafetería. Murphy se acordó de él por su papel en Nobody's fool y en una película de televisión.
El 12 de noviembre de 2007, se anunció que Walsh protagonizaría el remake de The Stepfather, reviviendo el famoso personaje que interpretó Terry O'Quinn. La producción de la película empezó en 2008 y fue estrenada en octubre de 2009.
Actualmente, realiza un drama policíaco de la cadena CBS protagonizado por Poppy Montgomery, Unforgettable. Interpreta al teniente Al Burns, que había sido pareja de Carrie cuando trabajaba en el Departamento de Policía de Siracusa. Después, en Nueva York, deciden trabajar juntos para resolver casos.

## Vida privada
Walsh estuvo casado con la actriz Melora Walters desde 1996 hasta 2003. Juntos tienen dos hijos, Joanna y Thomas. El 10 de octubre de 2004 contrajo matrimonio con la actriz Joanna Going, con quien tiene una hija, Stella Haven. La pareja se divorció en 2012.

## Filmografía
- Kate & Allie (Serie de TV) como Ben
- Chameleons (1989) (TV) como Stan
- When We Were Young (1989) (TV) (como Charles Hunter Walsh) como Lee Jameson
- Loverboy (1989) (como Charles Hunter Walsh) como Jory Talbot
- Gabriel's Fire (1990) (Serie de TV) como Louis Klein
- Betsy's Wedding (1990) como Jake Lovell
- Dónde está el corazón (1990) como Tom
- Telling Secrets (1993) (TV) como Jesse Graham
- Arctic Blue (1993) como Eric Desmond
- Nobody's Fool (1994) como Peter Sullivan
- Radio Inside (1994) como Michael Anderson
- Congo (1995) como el doctor Peter Elliot
- The Outer Limits como el sargento Eldritch
- Eden (1996) como Bill Kunen
- Men (1997) como Teo Morrison
- Brooklyn South (1997) (Serie de TV) como el agente de policía Jimmy Doyle
- Divided by Hate (1997) (TV) como Louis Gibbs
- Changing Habits (1997) como Felix Shepherd
- The Almost Perfect Bank Robbery (1997) (TV) como Frank Syler
- Chapter Zero (1999) como Adam Lazarus
- Final Voyage (1999) como Aaron Carpenter
- Jet Boy (2001) como Boon Palmer
- Deadly Little Secrets (2002) como Cole Chamberlain
- Deuda de sangre (2002) como el detective John Waller
- Jo (2002) (TV)
- Par 6 (2002) como Mac Hegelman
- We Were Soldiers (2002) como el capitán Robert Edwards
- The Twilight Zone (2002) (Serie de TV) como Adam
- Presidio Med (2002) (Serie de TV) como Danny Gibson
- More Than Meets the Eye: The Joan Brock Story (2003) (TV) como Jim Brock
- The Lone Ranger (2003) (TV) como Kansas City Haas
- Power Play (2003) como Matt Nash
- Nip/Tuck (2003–2010) (Serie de TV) como el doctor Sean McNamara
- Everwood (2003–2004) (Serie de TV) como Carl Feeney
- Edmond (2005) como interrogador
- Antebody (2005) como Jacob Ambro
- La casa del lago (2006) como Morgan
- Lost Holiday: The Jim and Suzanne Shemwell Story (2007) como Jim Shemwell
- Just Add Water (2008) como Ray Tuckby
- Asesino en casa/El padrastro (2009) como el padrastro/David Harris/Grady Edwards
- Secretariat (2010) como Jack Tweedy II
- Unforgettable (2011) como el teniente Al Burns
- C Street (2016)
- Fright Fest (2018)
- Intercambio mortal (2019)
- JL Family Ranch: el regalo de bodas (2020)
- Blue Bloods (2020, serie de televisión) como el nuevo Alcalde de Nueva York Pete Chase
- Superman & Lois (2021 - 2024, serie de televisión) como Samuel Lane
- Alter Ego (2021)